# 南砂町站
南砂町站（日语：／ Minami-sunamachi eki */?）是位於日本東京都江東區南砂三丁目，屬於東京地下鐵東西線的鐵路車站。車站編號是T 15。

## 歷史
- 1969年（昭和44年）3月29日：營團地下鐵車站開業。
- 2001年（平成13年）
  - 3月8日：新設LED式月台目的地導覽顯示機。
  - 4月1日：月台與閘機層新設升降機。
  - 8月：3號出口開業。
- 2002年（平成14年）4月1日：3號出口前的新砂阿由美公園（日语：新砂あゆみ公園）開園。營團5000系電力動車組（日语：営団5000系電車）的廢車也設置了紀念碑。
- 2004年（平成16年）4月1日：營團地下鐵民營化，由東京地下鐵繼承本車站。
- 2015年（平成27年）度：大規模改善工程開工。
- 2022年（新元號4年）度：預計完成大規模改良工程。

## 構造
南砂町站是島式月台1面2線之地下車站。快速列車唯一不停靠之地下站，但通勤快速列車則會在此停站。
因位於彎道上，月台往西船橋方向可見隧道出口。由於距離隧道出口近，加上周邊發展為住宅區，軌道與地面車站一樣鋪有道碴。
出入口在西口有1處，東口有3處，共4處。電梯、電扶梯、巴士計程車乘車處皆在東口，站務室在西口。

### 月台配置
| 月台 | 路線   | 目的地                         |
| ---- | ------ | ------------------------------ |
| 1    | 東西線 | 西船橋、津田沼、東葉勝田台方向 |
| 2    | 東西線 | 日本橋、大手町、中野、三鷹方向 |

（來源：東京地下鐵:構內圖（页面存档备份，存于））

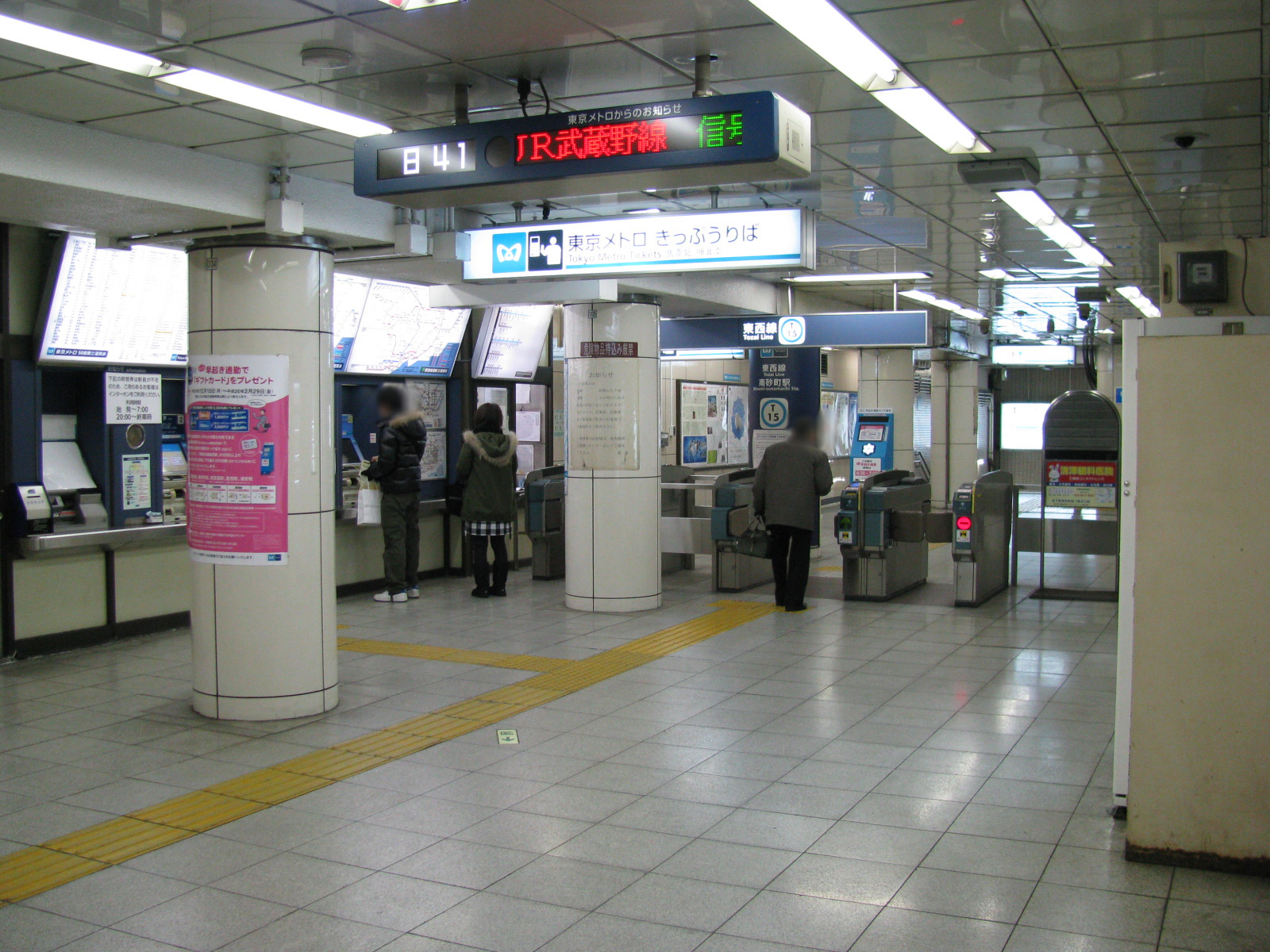
剪票口（2008年2月10日）
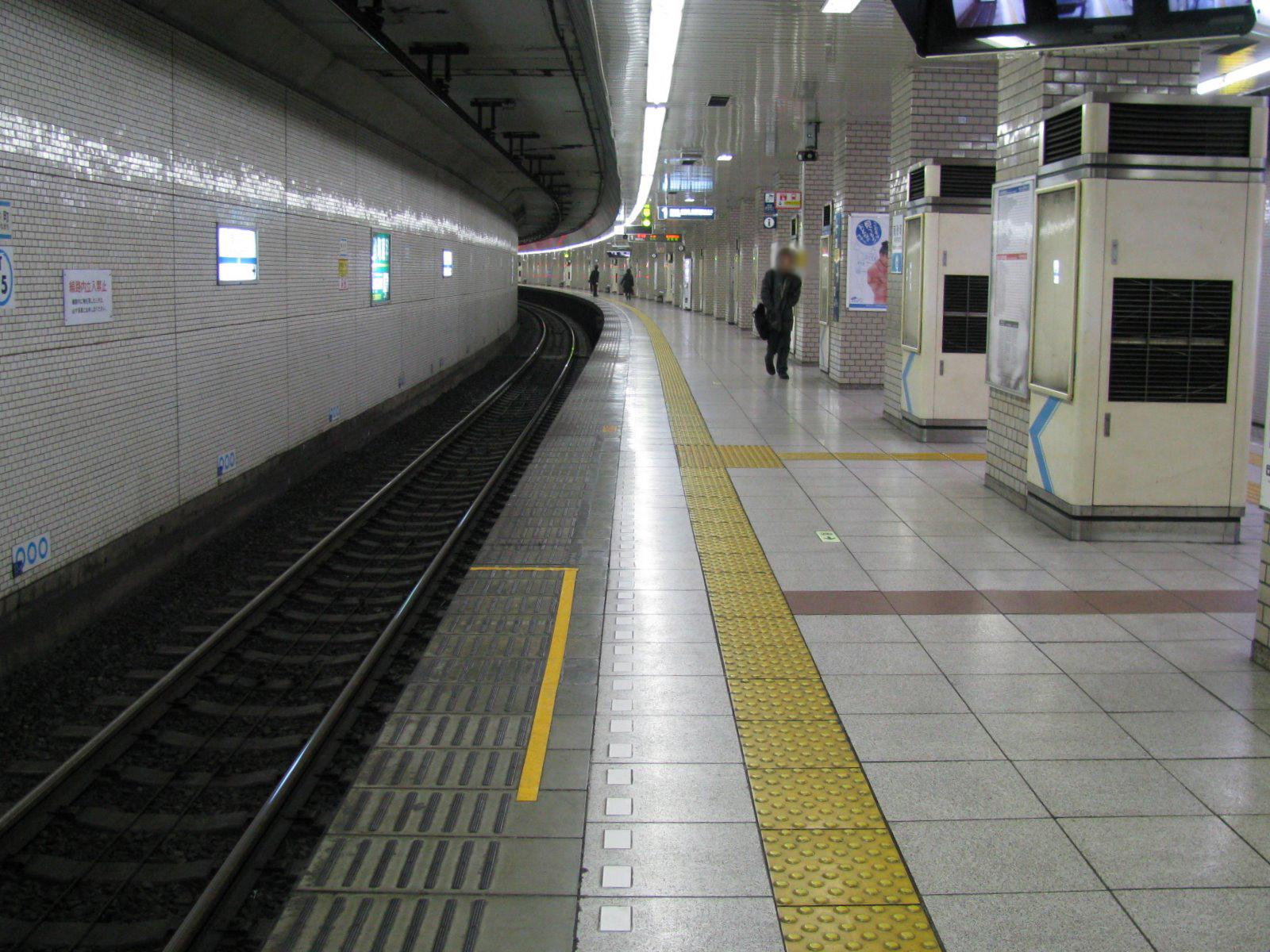
月台（2008年2月10日）

### 大規模改善工程
2011年，東京地下鐵公布將在現行的月台南側增設1面月台與1條軌道，車站將變成有中線的島式2面3線構造，早晨尖峰時刻往中野方向列車將進行相互發車。該工程還將現在月台兩端上層的剪票口移至中央，並大幅拓寬大廳。
工程預定在2020年度完成、總工費約340億日圓。現在正在拆除障礙物與建造地下連續壁。
2014年3月，站前的公關設施「METRO SUNACHIKA」（メトロ・スナチカ）開幕。

## 利用狀況
2017年度1日平均上下車人次為61,001人，在東京地下鐵全部130個車站當中排名第62位。
使用者多為周邊往都心方向的通勤、通學客，以及前往本站周邊的辦公大樓、醫療中心、大型商業設施的民眾。相對於使用人數，月台較為狹窄，尖峰時刻時往東口方向十分擁擠。因此，東京地下鐵計畫由前述的大規模改良工程改善此情況。
近年1日平均上下車、上車人次變化如下表。
| 年度               | 1日平均 上下車人次 | 1日平均 上車人次 | 來源     |
| ------------------ | ------------------ | ---------------- | -------- |
| 1992年（平成04年） |                    | 16,638           | [ * 1 ]  |
| 1993年（平成05年） |                    | 16,255           | [ * 2 ]  |
| 1994年（平成06年） |                    | 16,493           | [ * 3 ]  |
| 1995年（平成07年） |                    | 17,093           | [ * 4 ]  |
| 1996年（平成08年） |                    | 17,310           | [ * 5 ]  |
| 1997年（平成09年） |                    | 17,255           | [ * 6 ]  |
| 1998年（平成10年） |                    | 17,312           | [ * 7 ]  |
| 1999年（平成11年） |                    | 17,046           | [ * 8 ]  |
| 2000年（平成12年） |                    | 17,997           | [ * 9 ]  |
| 2001年（平成13年） |                    | 18,827           | [ * 10 ] |
| 2002年（平成14年） |                    | 19,466           | [ * 11 ] |
| 2003年（平成15年） | 40,953             | 20,730           | [ * 12 ] |
| 2004年（平成16年） | 43,201             | 21,540           | [ * 13 ] |
| 2005年（平成17年） | 45,442             | 22,649           | [ * 14 ] |
| 2006年（平成18年） | 49,507             | 24,523           | [ * 15 ] |
| 2007年（平成19年） | 52,660             | 26,358           | [ * 16 ] |
| 2008年（平成20年） | 55,733             | 27,970           | [ * 17 ] |
| 2009年（平成21年） | 57,576             | 28,581           | [ * 18 ] |
| 2010年（平成22年） | 57,328             | 28,547           | [ * 19 ] |
| 2011年（平成23年） | 56,930             | 28,495           | [ * 20 ] |
| 2012年（平成24年） | 58,762             | 29,213           | [ * 21 ] |
| 2013年（平成25年） | 61,014             | 30,414           | [ * 22 ] |
| 2014年（平成26年） | 62,151             | 30,907           | [ * 23 ] |
| 2015年（平成27年） | 62,257             | 30,910           | [ * 24 ] |
| 2016年（平成28年） | 61,102             | 30,307           | [ * 25 ] |
| 2017年（平成29年） | 61,001             |                  |          |

## 周邊
車站周邊正進行再開發，但現在還可見到些許空地。另外，由於機能集中在TOPYREC PLAZA與江東區役所南砂出張所周邊，因此除再開發區域外，仍讓人有郊外的印象。

### 西口（出口1）
站務室所在的出口，但沒有電扶梯或電梯，自動驗票閘門數量也比東口少。地面也沒有巴士、計程車乘車處。
- 日曹橋巴士站（步行4分）
- 宜得利南砂店
- 山田電機 Tech Site江東南砂店
- 江東南砂郵便局
- 佐川急便（日语：佐川急便）本社、東京本部
- 三越伊勢丹通信販售
- Rock Paint（日语：ロックペイント）東京支社
- 日經統合系統本社
- 城東南部保健相談所
- 東京都土木技術研究所
- 東京都環境技術研究所
- 松本清（站前）
- Gold's Gym（日语：ゴールドジム）
- 仙台堀川公園（日语：仙台堀川公園）
- 砂町銀座商店街（日语：砂町銀座商店街）（步行15分）
- 仙氣稻荷通商店街
- 藤崎醫院

### 東口
有電梯與電扶梯。站前設有巴士站與計程車乘車處，步行5分鐘可至複合商業設施與公共設施。使用者比西口多。

#### 出口2a
南砂三丁目公園內，最多使用者的出口
- 南砂六丁目巴士站（步行4分）
- TOPYREC PLAZA（日语：トピレックプラザ）（複合商業設施）
  - 永旺南砂店
  - Doit（日语：ドイト）南砂店
  - ROUND ONE（日语：ラウンドワン）南砂店
- 江東區役所（日语：江東区役所）南砂出張所
- 江東區南砂區民館
- 江東區立江東圖書館（日语：江東区立図書館）（中央館）
- 江東南砂六郵便局
- 江東南砂北郵便局
- 公益財團法人東京計程車中心（日语：東京タクシーセンター）
- 富賀岡八幡宮
- 砂町銀座商店街（步行15分）
- 元八幡通商店街
- Y'smart（日语：ワイズマート）
- 仙台堀川公園（日语：仙台堀川公園）
- 荒川砂町水邊公園
- 東京都立東高等學校（日语：東京都立東高等学校）
- 砂町釣魚場

#### 出口2b
丸八通旁，「Kosha Heim南砂站前」（コーシャハイム南砂駅前）下方。有往地面的電梯與電扶梯。
- 綠團地（みどり団地）巴士站（步行3分）
- 安托華（日语：オートバックスセブン）東京砂町店
- 南砂地下腳踏車停車場
- 江東區兒童家庭支援中心

#### 3號出口
出口周邊正在進行再開發，站前圓環有巴士站與計程車乘車處。有往地面的電梯與電扶梯。
- 南砂町站前巴士站
- 南砂町站入口巴士站
- 南砂町站計程車乘車處
- 南砂町購物中心SUNAMO （大型複合商業設施）
  - 永旺南砂町SUNAMO店（食品館）
  - CAINZ HOME（日语：カインズ）
  - 雙葉圖書（日语：フタバ図書）
  - 野島電器（日语：コジマ）
  - SPORTS DEPO（日语：スポーツDEPO）
  - DO SPORTS PLAZA（日语：日新製糖）
  - ADORES（日语：アドアーズ）
- Alkanal南砂（アルカナール南砂，站前小型商業設施）
- 順天堂大學醫學部附屬順天堂東京江東高齡者醫療中心（日语：順天堂大学医学部附属順天堂東京江東高齢者医療センター）（醫院）
- 東京都立東部療育中心（重度身心障礙兒童設施）
- Medicare East（メディケアイースト，老人長期護理保健設施）
- 三井陽光苑（看護老人之家）
- 東京國際郵便局（日语：東京国際郵便局）
- Softbank 東京East新中心
- Prologis東京II（プロロジス東京II）
- 日本Medi-Physics（日语：日本メジフィジックス）本社
- 新砂網路中心
- 東京灣碼頭
- 新砂運動場
- 新砂あゆみ公園（日语：新砂あゆみ公園）
- 新砂のぞみ公園
- 新砂めぐみ公園

### 巴士路線
3號出口的站前圓環有「南砂町站前」巴士站，永代通有「南砂町站入口」巴士站。西口步行4分鐘左右有「日曹橋」巴士站。

#### 南砂町站前
- 1號乘車處

- 龜23：經北砂五丁目團地往龜戶站
- 陽20：經江東圖書館入口往東大島站（班次少）

- 2號乘車處

- 龜23：江東高齡者醫療中心循環
- 陽20：往東陽町站（班次少）

#### 南砂町駅入口
- 3號乘車處

- 錦22：經東陽町站往錦糸町站（班次少）

- 4號乘車處

- 錦22：經西葛西站南往臨海車庫（班次少）

- 11號乘車處

- 陽20：往東陽町站／經江東圖書館入口往東大島站（班次少）
- 龜23：江東高齡者醫療中心循環

## 相鄰車站
東京地下鐵
 東西線
■快速
通過
■通勤快速、■各站停車
東陽町（T 14）－南砂町（T 15）－西葛西（T 16）

### 來源
東京都統計年鑑
1. ↑  .   [2017-04-03]. （原始内容存档于2013-08-15）.
2. ↑  .   [2017-04-03]. （原始内容存档于2013-02-03）.
3. ↑  .   [2017-04-03]. （原始内容存档于2013-02-03）.
4. ↑  .   [2017-04-03]. （原始内容存档于2013-02-03）.
5. ↑  .   [2017-04-03]. （原始内容存档于2013-02-03）.
6. ↑  .   [2017-04-03]. （原始内容存档于2016-03-04）.
7. ↑  東京都統計年鑑（平成10年）PDF
8. ↑  東京都統計年鑑（平成11年）PDF
9. ↑  .   [2017-04-03]. （原始内容存档于2016-03-04）.
10. ↑  .   [2017-04-03]. （原始内容存档于2016-03-04）.
11. ↑  .   [2017-04-03]. （原始内容存档于2017-07-29）.
12. ↑  .   [2017-04-03]. （原始内容存档于2017-07-29）.
13. ↑  .   [2017-04-03]. （原始内容存档于2017-07-29）.
14. ↑  .   [2017-04-03]. （原始内容存档于2017-07-29）.
15. ↑  .   [2017-04-03]. （原始内容存档于2017-07-29）.
16. ↑  .   [2017-04-03]. （原始内容存档于2017-07-29）.
17. ↑  .   [2017-04-03]. （原始内容存档于2017-07-29）.
18. ↑  .   [2017-04-03]. （原始内容存档于2016-03-26）.
19. ↑  .   [2017-04-03]. （原始内容存档于2016-03-27）.
20. ↑  .   [2017-04-03]. （原始内容存档于2016-03-25）.
21. ↑  .   [2017-04-03]. （原始内容存档于2016-03-27）.
22. ↑  .   [2017-04-03]. （原始内容存档于2016-03-22）.
23. ↑  .   [2017-04-03]. （原始内容存档于2017-07-30）.
24. ↑  .   [2019-01-08]. （原始内容存档于2018-11-09）.
25. ↑  .   [2019-01-08]. （原始内容存档于2019-05-02）.

## 外部連結
- 南砂町/T15 | 路線・車站資訊 | 東京地下鐵（日語）